# Giovan Battista della Cerva

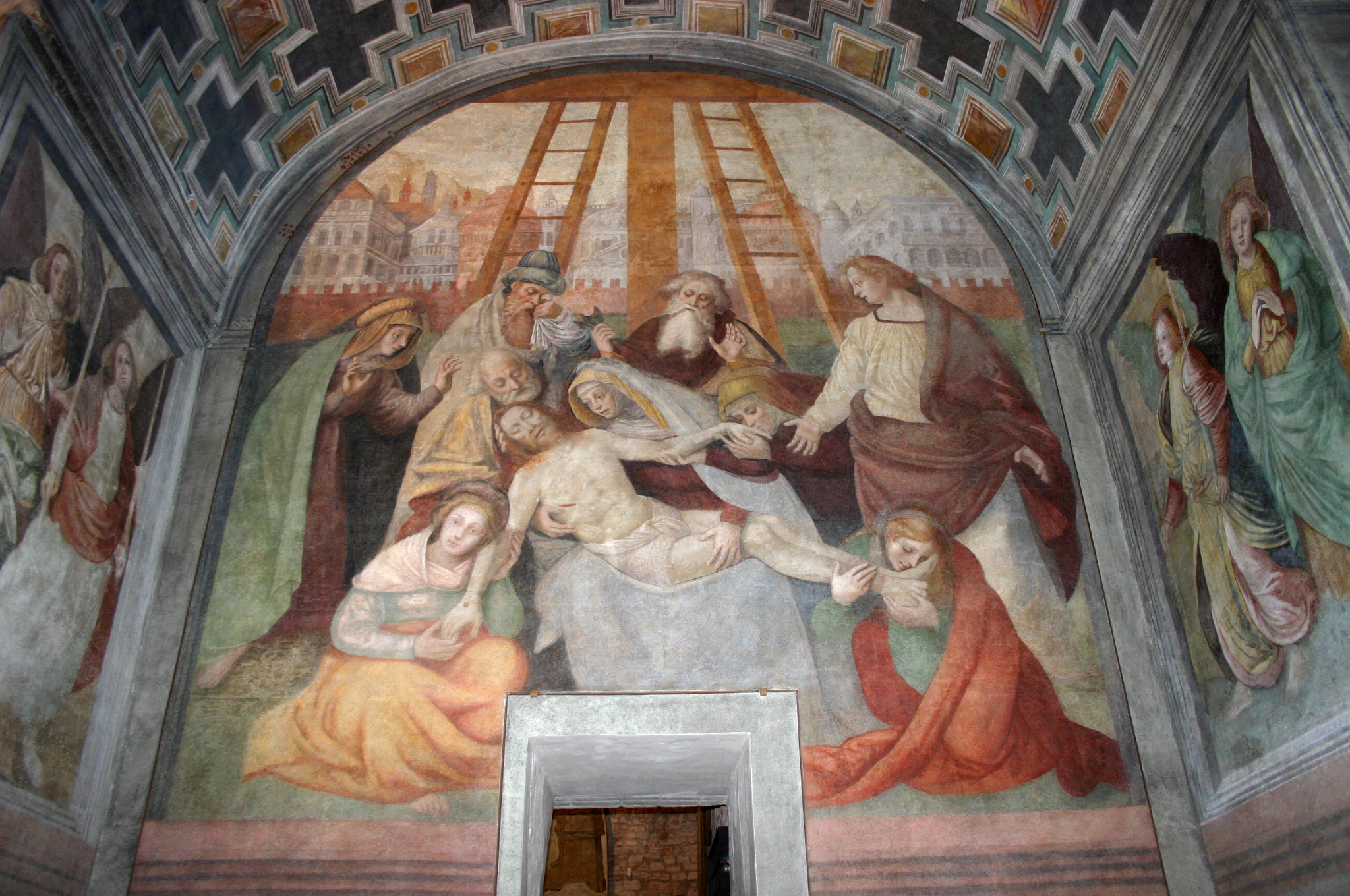
Deposizione di Cristo, Basilica di Sant'Ambrogio

Giovan Battista della Cerva (Novara, 1515 circa – Milano, 27 aprile 1580) è stato un pittore italiano.

## Biografia
Allievo di Gaudenzio Ferrari, di cui divenne il principale assistente e collaboratore negli ultimi anni. In opere del maestro eseguì probabilmente alcune figure di secondo piano come La grande pala d'altare situata nel  Santuario della SS. Pietà di Cannobio e nell'Ultima Cena nella chiesa di Santa Maria della Passione a Milano.
Opere completamente dipinte da lui sono gli affreschi nel presbiterio del Santuario di Santa Maria di Piazza a Busto Arsizio, due pale nella basilica di San Nazaro in Brolo e la decorazione ad affresco (insieme a Bernardino Lanino) della cappella di Santa Caterina adiacente alla stessa chiesa.
Giovan Battista della Cerva fu anche maestro di Giovan Paolo Lomazzo, fungendo da tramite, secondo le parole del pittore-teorico della fine del XVI secolo, con l'arte di Gaudenzio Ferrari.